# HD 121560
HD 121560，又名BD+14 2680，SAO 100776、HR 5243，是一颗恒星，视星等为6.16，位于銀經355.12，銀緯70.09，其B1900.0坐标为赤經13h 51m 0.8s，赤緯+14° 70.09′ 47″。